# Darovszkoj
Darovszkoj (oroszul: Даровской) városi jellegű település Oroszország Kirovi területén, a Darovszkoji járás székhelye.	
Lakossága: 7125 fő (a 2010. évi népszámláláskor).
A Kirovi terület nyugati részén, Kirov területi székhelytől 184 km-re fekszik. Két kis folyó, a Darovuska és a Kobra partján helyezkedik el. A legközelebbi város és vasútállomás a 61 km-rel délebbre fekvő Kotyelnyics. 
A település elődjét 1717-ben alapították. Abban az időben több körzet (voloszty) gazdasági és egyházi központja volt. 1929-ben lett járási székhely.